# Gypona clava
Gypona clava är en insektsart som beskrevs av Delong och Freytag 1962. Gypona clava ingår i släktet Gypona och familjen dvärgstritar. Inga underarter finns listade i Catalogue of Life.